# 名寄高校駅
名寄高校駅（なよろこうこうえき）は、北海道名寄市徳田にある、北海道旅客鉄道（JR北海道）宗谷本線の駅である。事務管理コードは▲121817。駅番号はW47。全ての普通列車と快速「なよろ」が停車する。

## 歴史

### 年表
- 1956年（昭和31年）9月20日：日本国有鉄道により東風連駅（ひがしふうれんえき）として旭川起点72.6km地点（上川郡風連町〔のちの名寄市風連町〕東風連地内）開業[2][3][4][1][5][6]。旅客のみ取扱い。
  - 開業以前に臨時停車場（仮乗降場、設置時期不明）として設置されていたことが確認されている[6]。
- 1987年（昭和62年）4月1日：国鉄分割民営化により、北海道旅客鉄道（JR北海道）の駅となる[4]。
- 1999年（平成11年）7月：ホームを稚内方面向かって右側から左側に移設[7][5]。
  - 旭川駅 - 名寄駅間高速化事業の一環で行われた曲線改良に合わせて移設された[5]。
- 2018年（平成30年）5月24日：名寄市議会総務文教常任委員会で、名寄市が名寄高校駅の設置を、JR北海道や北海道などから支援を受け検討していることを明らかにする[8]。
- 2019年（平成31年・令和元年）：名寄市がJR北海道に駅の移設を要望[9]。
  - 移転直前の利用者について「ほとんどが名寄高校の生徒[10]」であったとされており、駅の利便性向上と名寄高校の魅力向上を目的に要望された[JR北 2][JR北 3]。
- 2020年（令和2年）：同年度の名寄市予算案に移転にかかる実施設計費として1,369.7万円計上[11][12]。同年度は駅の設置申請、実施設計が行われた[12]。
- 2021年（令和3年）：同年度の名寄市予算案に駅移転に係る事業費として4,780万円を計上[13][14]。同年度中に名寄市の単独事業として着工[15]、実施設計や本体工事、外構工事が行われた[14]。
  - 7月1日、8月6日：名寄市がJR北海道に対し、名寄高校駅の供用開始に伴うダイヤ編成で要望。通学生の利便性向上を図るため、快速列車の停車、登下校や部活動などの時間帯に合わせたダイヤ編成を要望した[16][17]。
- 2022年（令和4年）3月12日：稚内駅方面へ1.5 km 移設（旭川起点74.1 km地点、名寄市徳田地内）、名寄高校駅に改称[18][JR北 2][JR北 3][JR北 1][9][19][20]。すべての普通・快速列車（上下計24本）を停車[JR北 3][JR北 1][20]。
  - 移転直前の時点では一部の普通列車のみ（上下各4本、計8本）の停車であった[21][JR北 1]。

### 駅名の由来
旧駅名由来は風連町の東方にあるため。現在の駅名は、移転後の最寄り施設である北海道名寄高等学校（1975年より現在地に校舎）からとったもので、移転の要望に際して名寄市が仮称として用いていたものであった。

## 駅構造
単式ホーム1面1線（長さ約50 m、幅約2 m）の地上駅。ホームは稚内方面に向かって左側に位置し、階段のほかスロープが設けられている。ホームに上屋はないが、駅正面に雨や雪を防ぐ待合施設が設置されている。また駅整備に合わせて名寄市がコミュニティスペースの設置を検討している。
士別駅管理の無人駅。移設後の駅施設は名寄市の財産となっている。

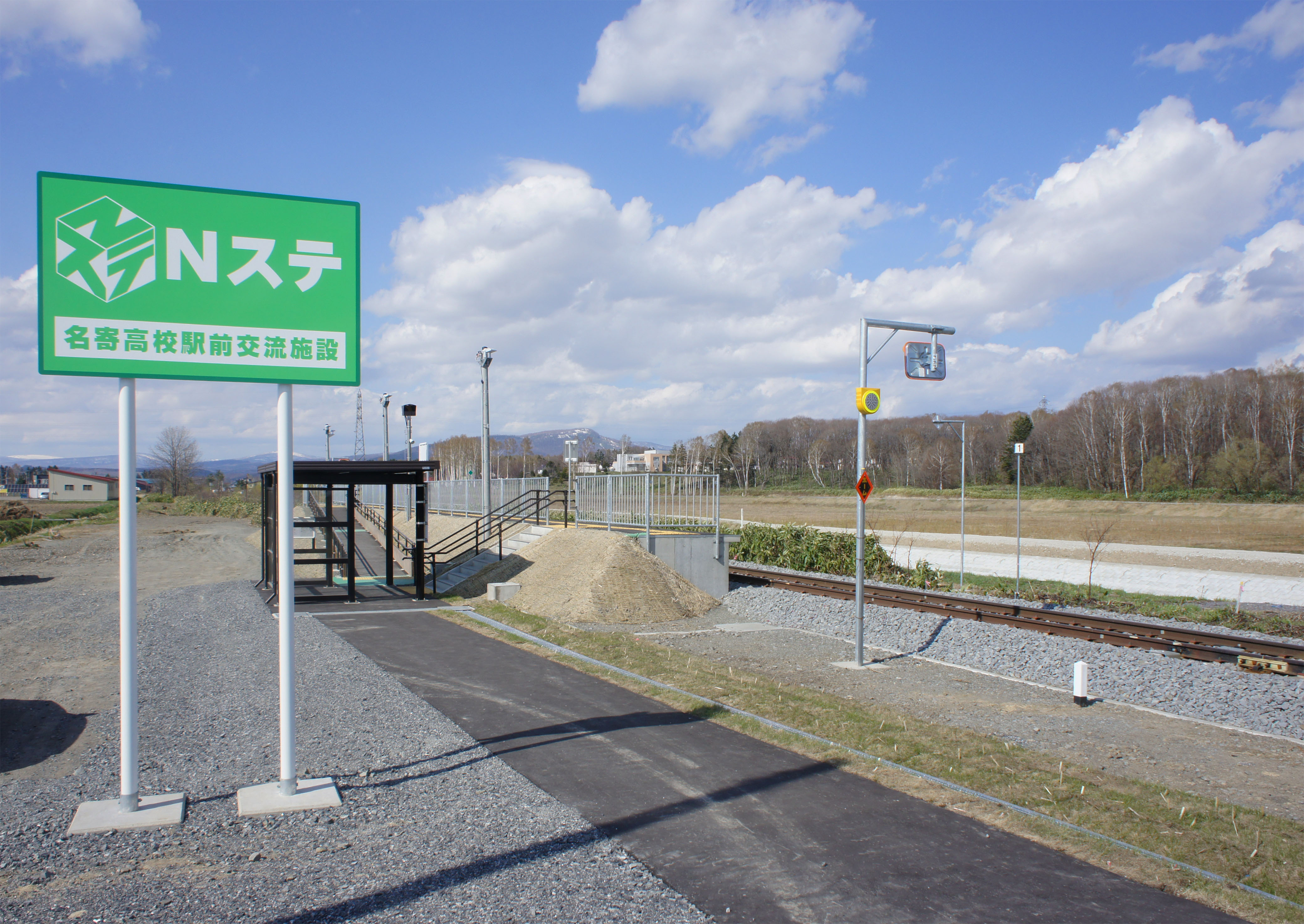
駅出入口（2022年4月）
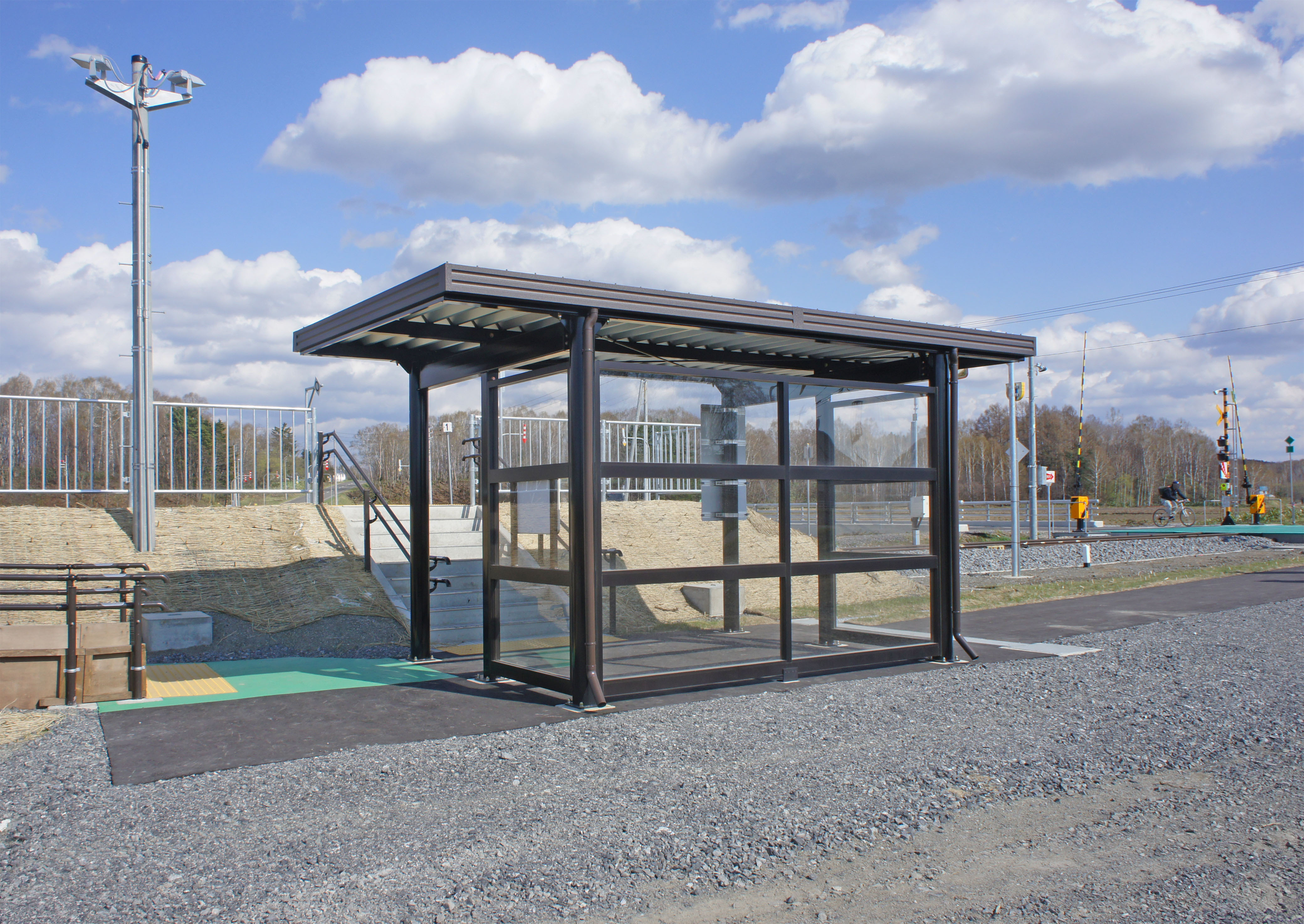
待合施設（2022年4月）
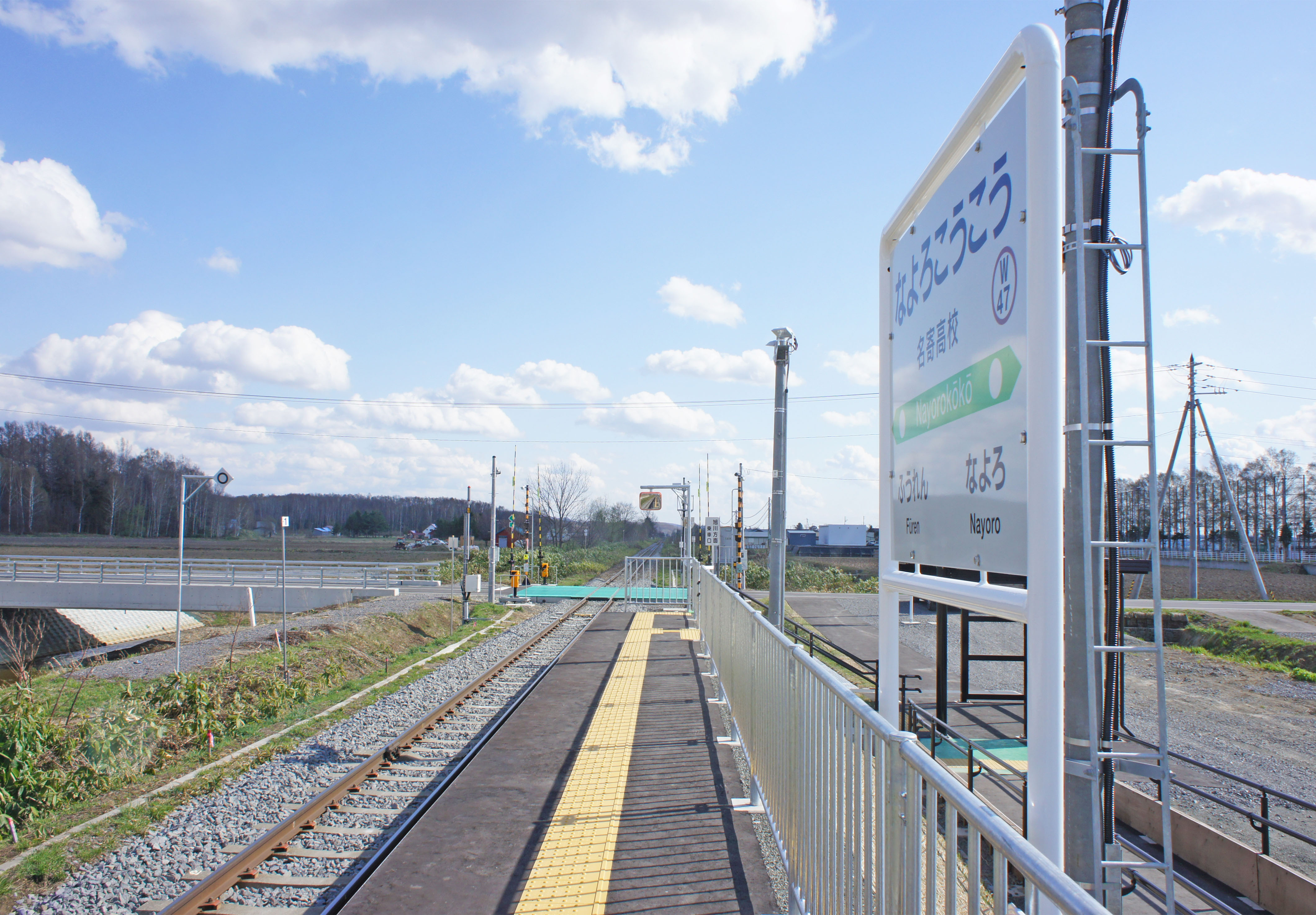
ホーム（2022年4月）

### 移転前の駅構造
1993年（平成5年）時点では、稚内方面に向かって右側に単式ホーム、その傍らに木造の待合所（日進駅と類似）が設けられていたが、1999年（平成11年）に反対側（稚内方面に向かって左）にホームを移設し、プレハブの小屋を待合所としていた。

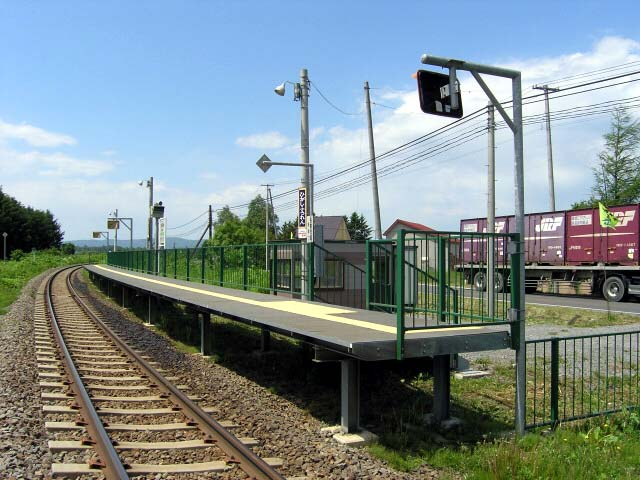
東風連駅全景（2004年6月）
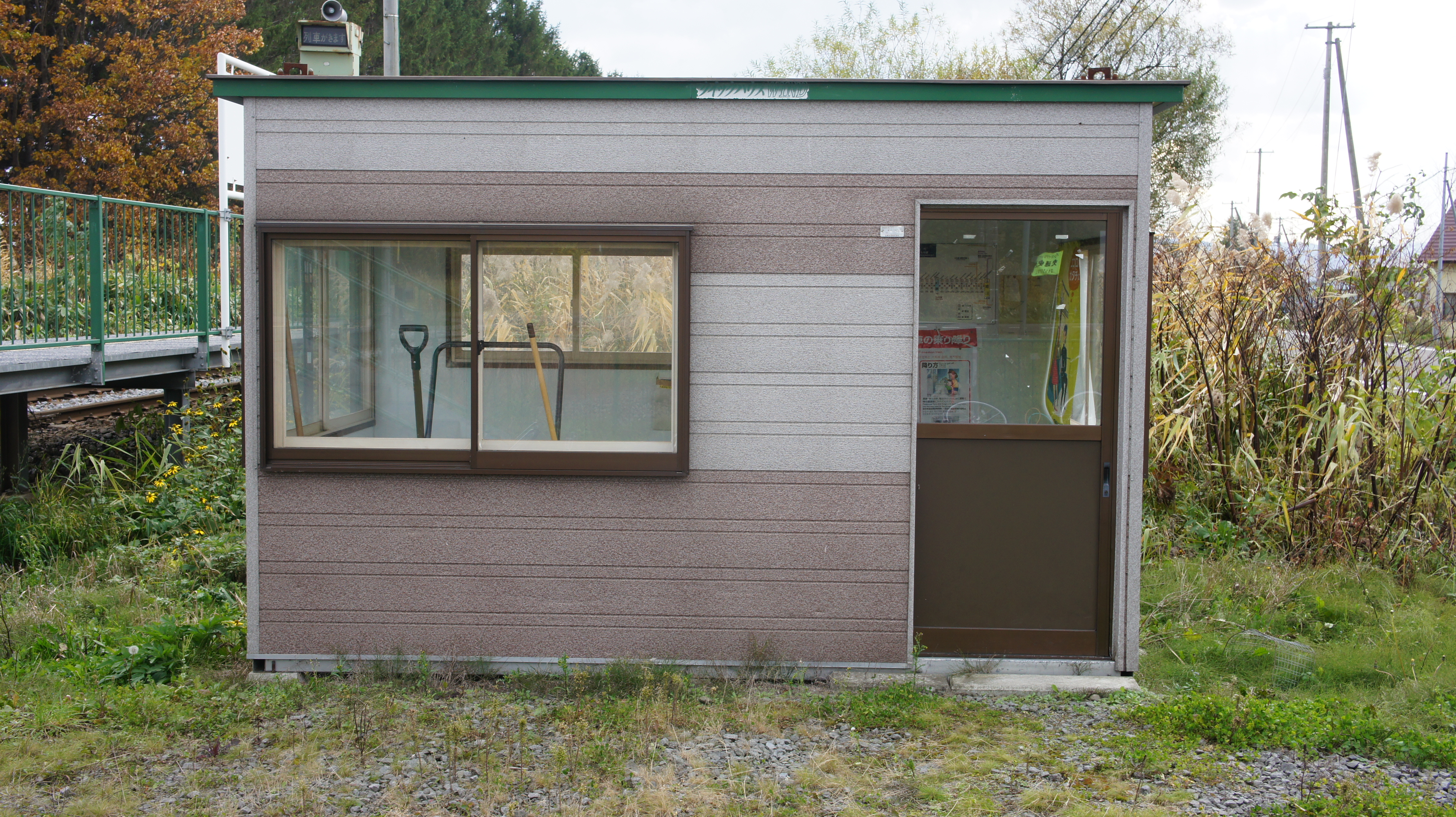
東風連駅待合所（2017年10月）
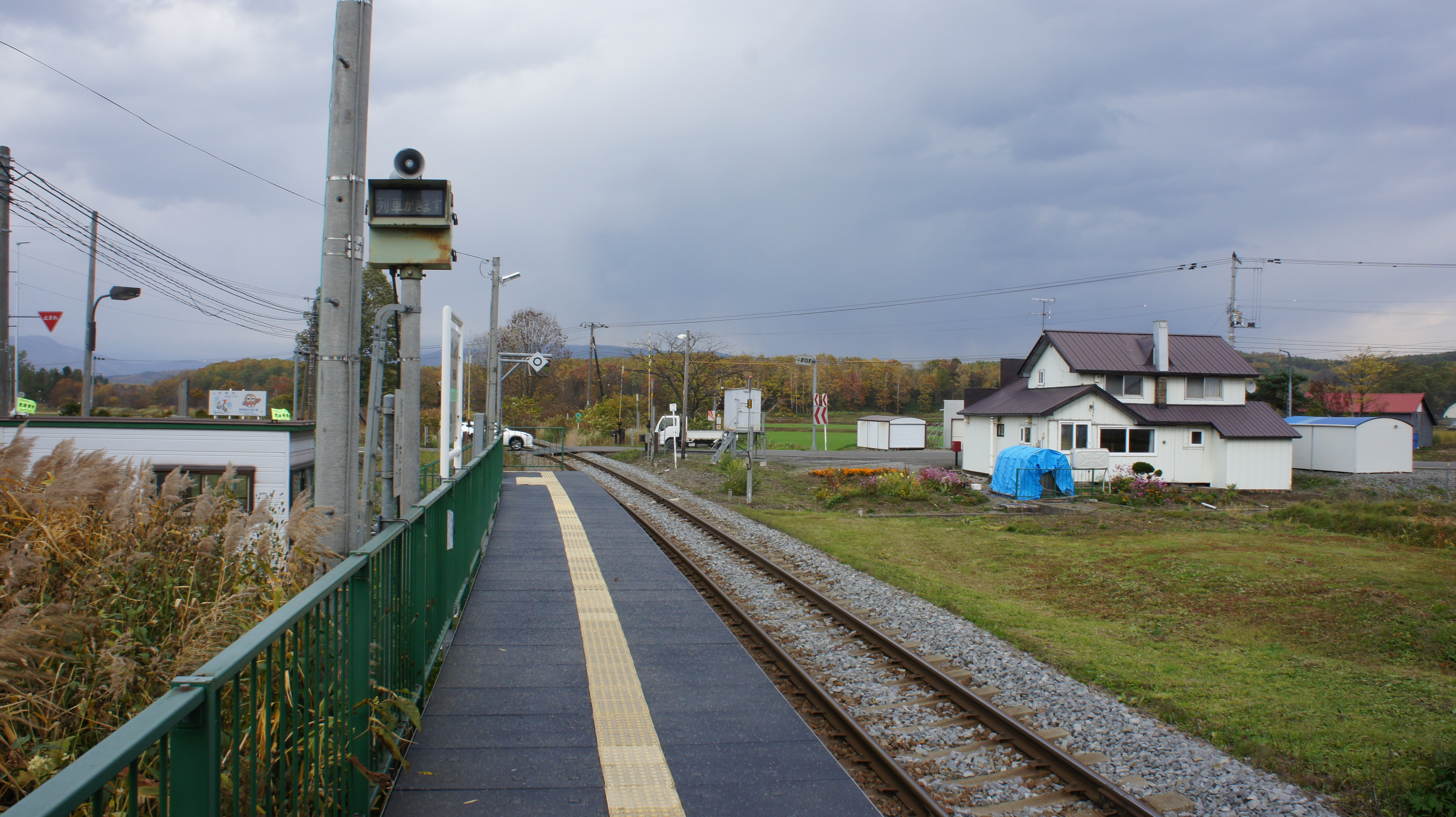
東風連駅ホーム（2017年10月）
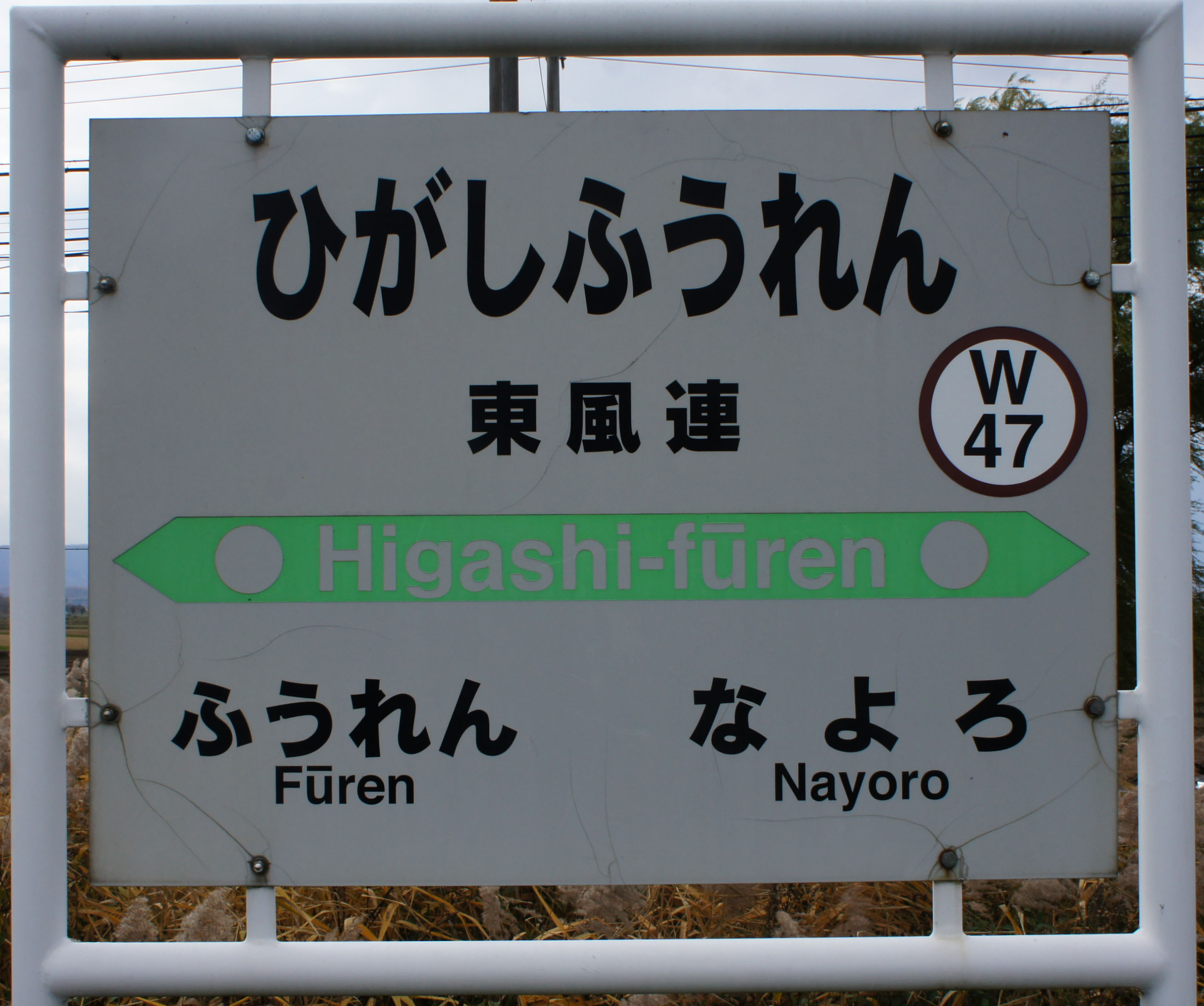
東風連駅駅名標（2017年10月）
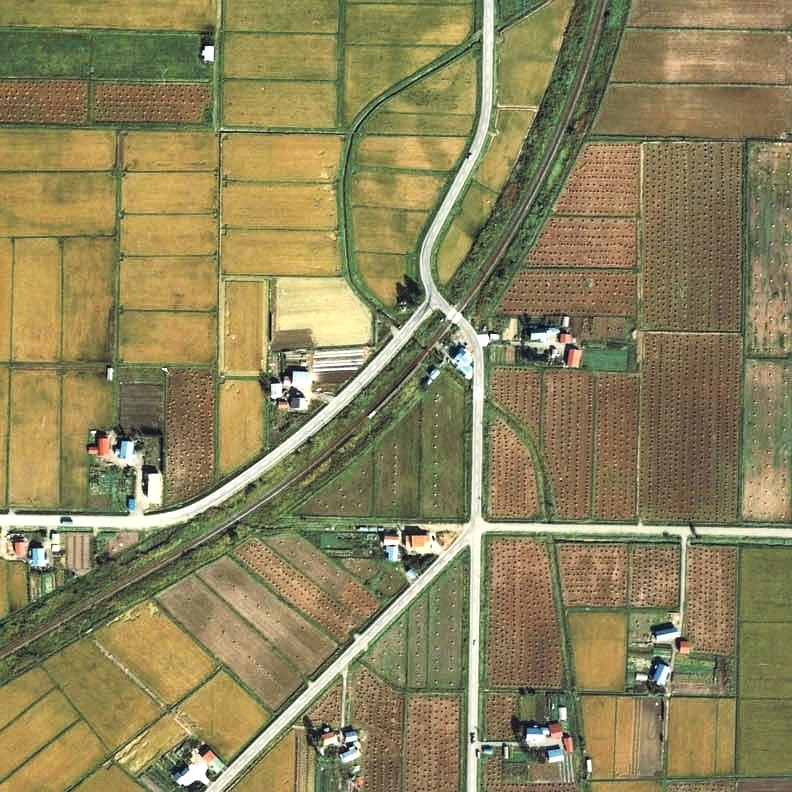
1977年の東風連駅と周囲約500メートル範囲の状況。右上が名寄方面。名寄に向かって右にホームがあり、委託先の民家の私道を経て駅へアクセスしていた。ホーム名寄側の下に待合室の水色の屋根が見える。委託廃止後は左側にホームが移設された。国土交通省 国土地理院 地図・空中写真閲覧サービスの空中写真を基に作成

## 利用状況
乗車人員の推移は以下のとおり。年間の値のみ判明している年については、当該年度の日数で除した値を括弧書きで1日平均欄に示す。また、「JR調査」については、当該の年度を最終年とする過去5年間の各調査日における平均である。
| 年度               | 乗車人員 | 乗車人員 | 乗車人員     | 出典       | 備考                             |
| 年度               | 年間     | 1日平均  | JR調査       | 出典       | 備考                             |
| ------------------ | -------- | -------- | ------------ | ---------- | -------------------------------- |
| 1978年（昭和53年） |          | 16.0     |              | [ 22 ]     |                                  |
| 1992年（平成04年） |          | (2.0)    |              | [ 23 ]     | 1日乗降客数4名                   |
| 2015年（平成27年） |          |          | 「10名以下」 | [ JR北 4 ] |                                  |
| 2017年（平成29年） |          |          | 22.8         | [ JR北 5 ] |                                  |
| 2019年（令和元年） |          |          | 13.6         | [ JR北 6 ] |                                  |
| 2022年（令和04年） |          |          | 「10名以上」 | [ JR北 7 ] | 移設に伴い、同年度単独の値で計算 |
| 2023年（令和05年） |          |          | 12.6         | [ JR北 8 ] |                                  |

- 名寄市の試算では、移設後の1日あたり利用者数は50 - 60人程度を見込んでいる[24]。

## 駅周辺
- 北海道名寄高等学校：当駅から西に約200 m[JR北 1]
- 国道40号
- 名士バス「名寄高校前」停留所
- 道北バス「18線」停留所
- 名寄徳田ショッピングセンター
  - マックスバリュ名寄店
  - ツルハドラッグ名寄徳田店

## 隣の駅
北海道旅客鉄道（JR北海道）
■宗谷本線

■普通
風連駅 (W46) - 名寄高校駅 (W47) - 名寄駅 (W48)

### JR北海道
1. 1 2 3 4 5  『2022年3月ダイヤ改正について』（PDF）（プレスリリース）北海道旅客鉄道、2021年12月17日。オリジナルの2021年12月17日時点におけるアーカイブ。2021年12月17日閲覧。
2. 1 2  『東風連駅の移設及び駅名の改称について』（PDF）（プレスリリース）北海道旅客鉄道、2021年4月8日。オリジナルの2021年4月8日時点におけるアーカイブ。2021年4月8日閲覧。
3. 1 2 3  『来春のダイヤ見直しについて』（PDF）（プレスリリース）北海道旅客鉄道、2021年9月15日、2頁。オリジナルの2021年9月15日時点におけるアーカイブ。2021年9月15日閲覧。
4. ↑  “極端にご利用の少ない駅（3月26日現在）” (PDF). 平成28年度事業運営の最重点事項.   北海道旅客鉄道. p. 6 (2016年3月28日). 2017年9月25日閲覧。
5. ↑  “駅別乗車人員（【別添資料】（2）宗谷本線（旭川・稚内間）の状況）” (PDF). 宗谷線（旭川～稚内間）事業計画（アクションプラン）.   北海道旅客鉄道. pp. 11-12 (2019年4月). 2019年4月18日時点のオリジナルよりアーカイブ。2019年4月18日閲覧。
6. ↑  “駅別乗車人員（【別添資料】（2）宗谷本線（旭川・稚内間）の状況）” (PDF). 宗谷線（旭川～稚内間）第2期事業計画（アクションプラン）. p. 10 (2021年4月16日). 2021年4月19日時点のオリジナルよりアーカイブ。2021年4月29日閲覧。
7. ↑  “駅別乗車人員” (PDF). 地域交通を持続的に維持するために > 全線区のご利用状況.   北海道旅客鉄道 (2023年). 2023年9月26日時点のオリジナルよりアーカイブ。2023年9月26日閲覧。
8. ↑  “宗谷線(旭川・稚内間) 事業の抜本的な改善方策の実現に向けた実行計画(2024(令和6)～2026(令和8)年度)” (PDF).   北海道旅客鉄道 (2024年). 2024年9月8日時点のオリジナルよりアーカイブ。2024年9月8日閲覧。